# Zyzzya papillata
Zyzzya papillata är en svampdjursart som först beskrevs av Thomas 1968.  Zyzzya papillata ingår i släktet Zyzzya och familjen Acarnidae. Inga underarter finns listade i Catalogue of Life.